# Olympische Sommerspiele 1996/Leichtathletik – 4 × 400 m (Männer)

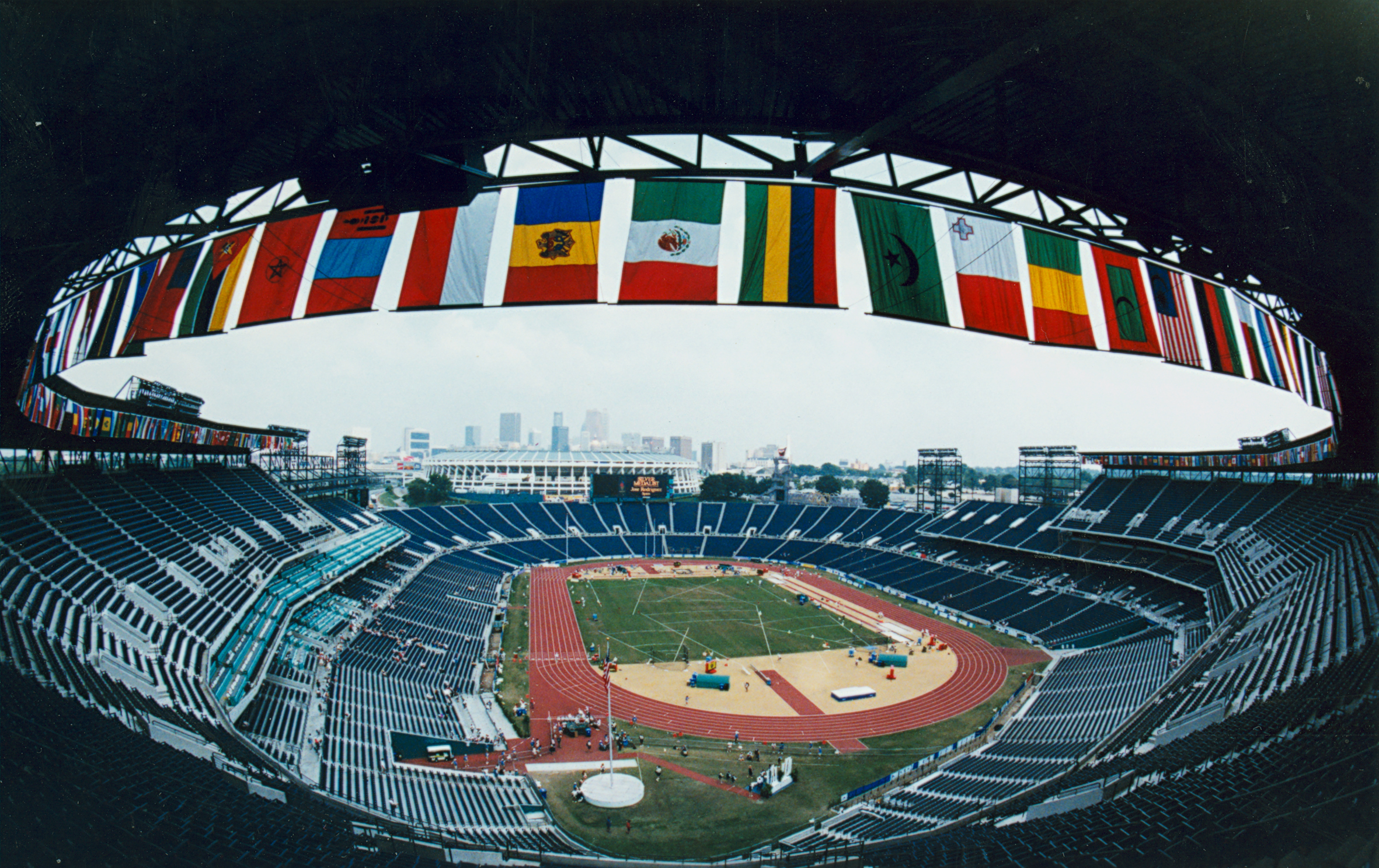
Das Centennial Olympic Stadium von Atlanta im Jahr 1996

Die 4-mal-400-Meter-Staffel der Männer bei den Olympischen Spielen 1996 in Atlanta wurde am 2. und 3. August 1996 im Centennial Olympic Stadium ausgetragen. In 35 Staffeln nahmen 151 Athleten teil.
Olympiasieger wurde die Staffel der USA mit LaMont Smith (Finale), Alvin Harrison, Derek Mills und Anthuan Maybank. Im Vorlauf sowie Halbfinale wurde außerdem Jason Rouser eingesetzt.
Die Silbermedaille ging an Großbritannien in der Besetzung Iwan Thomas (Halbfinale/Finale), Jamie Baulch, Mark Richardson und Roger Black, außerdem Vorlauf/Halbfinale: Du’aine Ladejo sowie im Vorlauf: Mark Hylton.
Bronze gewann Jamaika mit Michael McDonald (Halbfinale/Finale), Roxbert Martin, Gregory Haughton und Davian Clarke (Finale). In den Vorrunden waren außerdem Dennis Blake (Vorlauf/Halbfinale) sowie Garth Robinson (Vorlauf) für Jamaika beteiligt.
Auch die in den Vorläufen für die Medaillengewinner eingesetzten Läufer erhielten entsprechendes Edelmetall.
Die deutsche Staffel schied in der Vorrunde aus, die Staffel der Schweiz im Halbfinale.

Staffeln aus Österreich und Liechtenstein nahmen nicht teil.

## Aktuelle Titelträger
| Olympiasieger 1992                      | USA            | 2:55,74 min | Barcelona 1992       |
| Weltmeister 1995                        | USA            | 2:57,32 min | Göteborg 1995        |
| Europameister 1994                      | Großbritannien | 2:59,13 min | Helsinki 1994        |
| Panamerikanischer Meister 1995          | Kuba           | 3:01,53 min | Mar del Plata 1995   |
| Zentralamerika und Karibik-Meister 1995 | Jamaika        | 3:04,53 min | Guatemala-Stadt 1995 |
| Südamerika-Meister 1995                 | Brasilien      | 3:04,93 min | Manaus 1995          |
| Asienmeister 1995                       | Katar          | 3:05,78 min | Jakarta 1995         |
| Afrikameister 1996                      | Senegal        | 3:03,44 min | Yaoundé 1996         |
| Ozeanienmeister 1994                    | Fidschi        | 3:12,40 min | Auckland 1994        |

## Bestehende Rekorde
| Weltrekord         | 2:54,29 min | USA (Andrew Valmon, Quincy Watts, Harry Reynolds, Michael Johnson) | Stuttgart, Deutschland       | 22. August 1993 |
| Olympischer Rekord | 2:55,74 min | USA (Andrew Valmon, Quincy Watts, Michael Johnson, Steve Lewis)    | Finale OS Barcelona, Spanien | 8. August 199   |

Der bestehende olympische Rekord wurde bei diesen Spielen nicht erreicht. Im schnellsten Rennen, dem Finale, verfehlte das Olympiasiegerteam aus den Vereinigten Staaten mit 2:55,99 s den Rekord allerdings nur um 25 Hundertstelsekunden. Zum Weltrekord fehlten 1,70 Sekunden.
Anmerkung:
Alle Zeiten sind in Ortszeit Atlanta (UTC−5) angegeben.

## Vorrunde
2. August 1996
Die Staffeln wurden in fünf Läufe gelost. Für das Halbfinale qualifizierten sich pro Lauf die ersten zwei Teams. Darüber hinaus kamen die sechs Zeitschnellsten, die sogenannten Lucky Loser, weiter. Die direkt qualifizierten Mannschaften sind hellblau, die Lucky Loser hellgrün unterlegt.

### Vorlauf 1
10:30 Uhr
| Platz | Staffel        | Besetzung                                                                              | Zeit (min) |
| ----- | -------------- | -------------------------------------------------------------------------------------- | ---------- |
| 1     | Großbritannien | Du’aine Ladejo (Halbfinale/Vorlauf) Jamie Baulch Mark Hylton (Vorlauf) Mark Richardson | 3:01,79    |
| 2     | Polen          | Piotr Rysiukiewicz Paweł Januszewski (Vorlauf) Robert Maćkowiak Piotr Haczek           | 3:01,92    |
| 3     | Brasilien      | Everson Teixeira Valdinei da Silva Osmar dos Santos (Vorlauf) Sanderlei Parrela        | 3:02,51    |
| 4     | Australien     | Mark Ladbrock Michael Joubert Paul Greene Cameron Mackenzie                            | 3:03,73    |
| 5     | St. Lucia      | Dominic Johnson Ivan Jean-Marie Maxime Charlemagne Maxwell Seales                      | 3:10,51    |
| 6     | Fidschi        | Soloveni Nakaunicina Henry Semiti Solomone Bole Isireli Naikelekelevesi                | 3:10,67    |
| 7     | Sierra Leone   | Foday Sillah Haroun Korjie Frank Turay Prince Amara                                    | 3:11,65    |

### Vorlauf 2
10:40 Uhr
| Platz | Staffel             | Besetzung                                                                  | Zeit (min) |
| ----- | ------------------- | -------------------------------------------------------------------------- | ---------- |
| 1     | USA                 | LaMont Smith Jason Rouser (Vorlauf/Halbfinale) Derek Mills Anthuan Maybank | 3:00,56    |
| 2     | Russland            | Innokentj Scharow Michail Wdowin Ruslan Maschtschenko Dmitri Kossow        | 3:04,73    |
| 3     | Ghana               | Solomon Amegatcher Abu Duah Julius Sedame Ahmed Ali                        | 3:05,53    |
| 4     | Kuba                | Omar Mena Jorge Crusellas Georkis Vera Roberto Hernández                   | 3:05,75    |
| 5     | Katar               | Mubarak al-Nubi Ali Ismail Doka Sami al-Abdullah Hamad al-Dosari           | 3:08,25    |
| 6     | Antigua und Barbuda | N’Kosie Barnes Michael Terry Mitchell Browne Howard Lindsay                | 3:09,46    |
| 7     | Lesotho             | Isaac Seatile Motlatsi Maseela Makokoe Mahanetsa Mpho Morobe               | 3:15,67    |

### Vorlauf 3
10:50 Uhr
| Platz | Staffel                        | Besetzung                                                           | Zeit (min) |
| ----- | ------------------------------ | ------------------------------------------------------------------- | ---------- |
| 1     | Kenia                          | Samson Yego Simon Kemboi Kennedy Ochieng (Vorlauf) Julius Chepkwony | 3:02,52    |
| 2     | Senegal                        | Moustapha Diarra Aboubakry Dia Hachim Ndiaye Ibou Faye              | 3:02,61    |
| 3     | Nigeria                        | Udeme Ekpeyong Clement Chukwu Ayuba Machem Sunday Bada              | 3:02,73    |
| 4     | Schweiz                        | Laurent Clerc Kevin Widmer Alain Rohr Mathias Rusterholz            | 3:03,05    |
| 5     | St. Vincent und die Grenadinen | Eswort Coombs Thomas Dickson Eversley Linley Erasto Sampson         | 3:08,52    |
| 6     | Britische Jungferninseln       | Mario Todman Steve Augustine Greg Rhymer Ralston Varlack            | 3:17,30    |
| 7     | Papua-Neuguinea                | Samuel Bai Ivan Wakit Amos Ali Subul Babo                           | 3:19,92    |

### Vorlauf 4
11:00 Uhr
| Platz | Staffel   | Besetzung                                                                                  | Zeit (min) |
| ----- | --------- | ------------------------------------------------------------------------------------------ | ---------- |
| 1     | Jamaika   | Gregory Haughton Dennis Blake (Vorlauf/Halbfinale) Roxbert Martin Garth Robinson (Vorlauf) | 3:02,81    |
| 2     | Italien   | Marco Vaccari (Vorlauf) Alessandro Aimar Andrea Nuti Ashraf Saber                          | 3:03,60    |
| 3     | Südafrika | Alfred Visagie Arnaud Malherbe Hendrick Mokganyetsi Bobang Phiri                           | 3:03,79    |
| 4     | Mauritius | Gilbert Hashan Désiré Pierre-Louis Rudy Tirvengadum Jean Éric Milazar                      | 3:08,17    |
| 5     | Simbabwe  | Julius Masvanise Tawanda Chiwira Savieri Ngidhi Ken Harnden                                | 3:13,35    |
| 6     | Malediven | Ahmed Shageef Mohamed Amir Naseer Ismail Hussain Riyaz                                     | 3:24,88    |
| DSQ   | Grenada   | Richard Britton Rufus Jones Alleyne Francique Clint Williams                               |            |

### Vorlauf 5

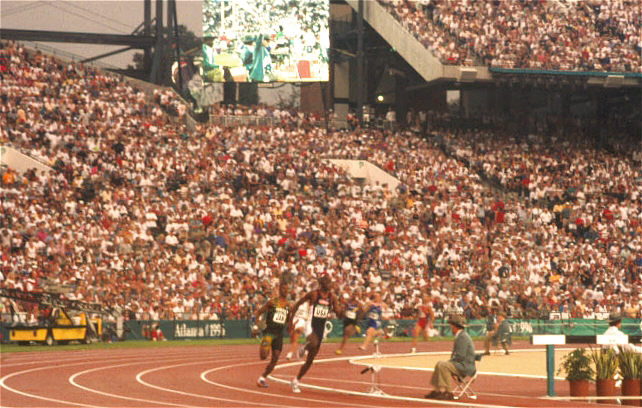
Szene aus der 4 × 400-m-Staffel

11:10 Uhr
| Platz | Staffel       | Besetzung                                                                        | Zeit (min) |
| ----- | ------------- | -------------------------------------------------------------------------------- | ---------- |
| 1     | Japan         | Shunji Karube Kōji Itō Jun Osakada Kenji Tabata (Vorlauf)                        | 3:02,82    |
| 2     | Bahamas       | Troy McIntosh Timothy Munnings Theron Cooper (Vorlauf/Halbfinale) Dennis Darling | 3:04,09    |
| 3     | Saudi-Arabien | Mohamed Hamed al-Bishi Hashim al-Sharfa Saleh al-Saydan Hadi Soua’an al-Somaily  | 3:04,67    |
| 4     | Deutschland   | Rico Lieder Andreas Hein Kai Karsten Thomas Schönlebe                            | 3:05,16    |
| 5     | Botswana      | Agrippa Matshameko Keteng Baloseng Rampa Mosweu Johnson Kubisa                   | 3:06,62    |
| DNF   | Gambia        | Dawda Jallow Momodou Drammeh Lamin Drammeh Assan John                            |            |
| DSQ   | Guyana        | Andrew Harry Roger Gill Lancelot Gittens Richard Jones                           |            |

## Halbfinale
2. August 1996
Aus den beiden Halbfinals qualifizierten sich die jeweils ersten vier Staffeln für das Finale (hellblau unterlegt).

### Lauf 1
20:00 Uhr
| Platz | Staffel        | Besetzung                                                                                        | Zeit (min) |
| ----- | -------------- | ------------------------------------------------------------------------------------------------ | ---------- |
| 1     | Großbritannien | Iwan Thomas (Halbfinale/Finale) Jamie Baulch Du’aine Ladejo (Halbfinale/Vorlauf) Mark Richardson | 3:01,36    |
| 2     | Senegal        | Moustapha Diarra Aboubakry Dia Hachim Ndiaye Ibou Faye                                           | 3:01,72    |
| 3     | Kenia          | Samson Kitur (Halbfinale) Samson Yego Simon Kemboi Julius Chepkwony                              | 3:01,73    |
| 4     | Polen          | Piotr Rysiukiewicz Tomasz Jędrusik (Halbfinale/Finale) Robert Maćkowiak Piotr Haczek             | 3:02,29    |
| 5     | Südafrika      | Alfred Visagie Arnaud Malherbe Hendrick Mokganyetsi Bobang Phiri                                 | 3:02,96    |
| 6     | Brasilien      | Sanderlei Parrela Valdinei da Silva Everson Teixeira Eronilde de Araújo (Halbfinale)             | 3:03,46    |
| 7     | Australien     | Mark Ladbrock Michael Joubert Paul Greene Cameron Mackenzie                                      | 3:04,55    |
| 8     | Russland       | Innokentj Scharow Michail Wdowin Ruslan Maschtschenko Dmitri Kossow                              | 3:05,63    |

Folgende Besetzungsänderungen wurden vorgenommen.
- Großbritannien – Iwan Thomas lief für Mark Hylton.
- Kenia – Samson Kitur ersetzte Kennedy Ochieng.
- Polen – Tomasz Jędrusik lief anstelle von Paweł Januszewski.
- Brasilien – Eronilde de Araújo kam für Osmar dos Santos ins Team.

### Lauf 2
20:10 Uhr
| Platz | Staffel       | Besetzung                                                                                              | Zeit (min) |
| ----- | ------------- | --- | ---------- |
| 1     | USA           | LaMont Smith Jason Rouser (Vorlauf/Halbfinale) Derek Mills Anthuan Maybank                             | 2:57,87    |
| 2     | Jamaika       | Michael McDonald (Halbfinale/Finale) Dennis Blake (Vorlauf/Halbfinale) Gregory Haughton Roxbert Martin | 2:58,42    |
| 3     | Japan         | Shunji Karube Jun Osakada Shigekazu Ōmori (Halbfinale/Finale) Kōji Itō                                 | 3:01,92    |
| 4     | Bahamas       | Troy McIntosh Timothy Munnings />Theron Cooper (Vorlauf/Halbfinale) Dennis Darling                     | 3:02,17    |
| 5     | Italien       | Fabrizio Mori (Halbfinale) Alessandro Aimar Andrea Nuti Ashraf Saber                                   | 3:02,56    |
| 6     | Schweiz       | Laurent Clerc Kevin Widmer Alain Rohr Mathias Rusterholz                                               | 3:05,36    |
| 7     | Saudi-Arabien | Saleh al-Saydan Mohamed Hamed al-Bishi Hashim al-Sharfa Hadi Soua’an al-Somaily                        | 3:07,18    |
| DSQ   | Nigeria       | Udeme Ekpeyong Clement Chukwu Ayuba Machem Sunday Bada                                                 |            |

Folgende Besetzungsänderungen wurden vorgenommen.
- Jamaika – Michael McDonald lief für Garth Robinson.
- Japan – Shigekazu Ōmori ersetzte Kenji Tabata.
- Italien – Fabrizio Mori kam für Marco Vaccari ins Team.

## Finale
3. August 1996, 21:40 Uhr
| Platz | Staffel        | Besetzung | Zeit (min) |
| ----- | -------------- | --- | ---------- |
| 1     | USA            | LaMont Smith (Finale) Alvin Harrison Derek Mills Anthuan Maybank im Vorlauf/Halbfinale außerdem: Jason Rouser                                                                | 2:55,99    |
| 2     | Großbritannien | Iwan Thomas (Halbfinale/Finale) Jamie Baulch Mark Richardson Roger Black (Finale) im Vorlauf/Halbfinale außerdem: Du’aine Ladejo im Vorlauf außerdem: Mark Hylton            | 2:56,60    |
| 3     | Jamaika        | Michael McDonald (Halbfinale/Finale) Roxbert Martin Gregory Haughton Davian Clarke (Finale) im Vorlauf/Halbfinale außerdem: Dennis Blake im Vorlauf außerdem: Garth Robinson | 2:59,42    |
| 4     | Senegal        | Moustapha Diarra Aboubakry Dia Hachim Ndiaye Ibou Faye | 3:00,64    |
| 5     | Japan          | Shunji Karube Kōji Itō Jun Osakada Shigekazu Ōmori (Halbfinale/Finale) im Vorlauf außerdem: Kenji Tabata                                                                     | 3:00,76    |
| 6     | Polen          | Piotr Rysiukiewicz Tomasz Jędrusik (Halbfinale/Finale) Piotr Haczek Robert Maćkowiak im Vorlauf außerdem: Paweł Januszewski                                                  | 3:00,96    |
| 7     | Bahamas        | Carl Oliver (Finale) Troy McIntosh Dennis Darling Timothy Munnings im Vorlauf/Halbfinale außerdem: Theron Cooper                                                             | 3:02,71    |
| DNS   | Kenia          | Samson Kitur (Halbfinale) Samson Yego Simon Kemboi Julius Chepkwony im Vorlauf außerdem: Kennedy Ochieng                                                                     |            |

Als Favorit galt die US-Staffel, auch wenn Olympiasieger Michael Johnson und Weltrekordler Harry Reynolds nicht dabei sein konnten. Beide hatten sich zuvor in ihren Einzelrennen verletzt. Als stärkste Gegner der US-Staffel galten Großbritannien und Jamaika. Die ebenfalls hoch eingeschätzte Staffel Kenias konnte auf Grund von Verletzungsproblemen nicht im Finale antreten.
Insgesamt gab es vier Besetzungsänderungen.
- USA – LaMont Smith lief für Jason Rouser.
- Großbritannien – Roger Black ersetzte Du’aine Ladejo.
- Jamaika – Davian Clarke kam für Dennis Blake ins Team.
- Bahamas – Carl Oliver lief anstelle von Theron Cooper.

Im Finale lief der US-Startläufer LaMont Smith eine leichte Führung auf Großbritannien heraus. Der zweite britische Läufer Jamie Baulch übernahm nach Einbiegen auf die Innenbahn die Spitze. Alvin Harrison, USA, und auch der Jamaikaner Roxbert Martin waren auf Tuchfühlung hinter ihm. Die weiteren vier Staffeln lagen hier schon deutlich zurück. Bis zum zweiten Wechsel arbeitete sich Harrison für die die USA wieder ganz nach vorne, es folgten knapp dahinter Jamaika und Großbritannien. Die jamaikanische Stabübergabe verlief äußerst kurios. Ihr dritter Läufer Gregory Haughton stolperte kurz, schlug einen Purzelbaum, um nicht komplett zu stürzen, und lief dann weiter. Das hatte natürlich etwas Zeit gekostet und es entstand eine Lücke zu den beiden führenden Teams. Aber der Abstand nach hinten blieb bestehen, wenn er auch etwas kleiner geworden war. Auf der Zielgeraden erlief Derek Mills als dritter US-Läufer einen Vorsprung von ca. vier Metern vor den Briten. Jamaika blieb mit größerem Abstand Dritter. Als Vierter wechselte Japan wenige Meter vor den nächsten Mannschaften. Roger Black kämpfte sich auf seiner Schlussrunde für die Briten wieder heran an den US-amerikanischen Schlussläufer Anthuan Maybank. Doch es reichte nicht mehr, auf der Zielgeraden setzte sich Maybank wieder etwas weiter ab und das US-Team wurde Olympiasieger vor Großbritannien. Jamaika gewann die Bronzemedaille. Im Kampf um Platz vier zog Ibou Faye, der senegalesische Schlussläufer, mit den letzten Schritten noch vorbei am Japaner Shigekazu Ōmori. Sechster wurde Polen vor den Bahamas.
Es war schon erstaunlich, dass die ersatzgeschwächte US-Staffel mit 2:55,99 min eine herausragende Zeit lief, die nur 25 Hundertstelsekunden über dem olympischen und nur 1,7 Sekunden über dem Weltrekord lag. Das Niveau war insgesamt sehr hoch. Drei Teams unterboten die 3-Minuten-Marke und die drei nächsten Staffeln blieben noch unter 3:01 Minuten.
Im neunzehnten olympischen Finale gab es den vierzehnten Sieg einer US-Staffel in der 4-mal-400-Meter-Staffel. Es war der vierte US-Sieg in Folge in dieser Disziplin.

## Videolinks
- 6467 Olympic 1996 4x400m Men, youtube.com, abgerufen am 5. Januar 2022
- Anthuan Maybank 1996 Atlanta 4x400 Relay Olympic Final, youtube.com, abgerufen am 2. März 2018